# Pölle 27, 28 (Quedlinburg)

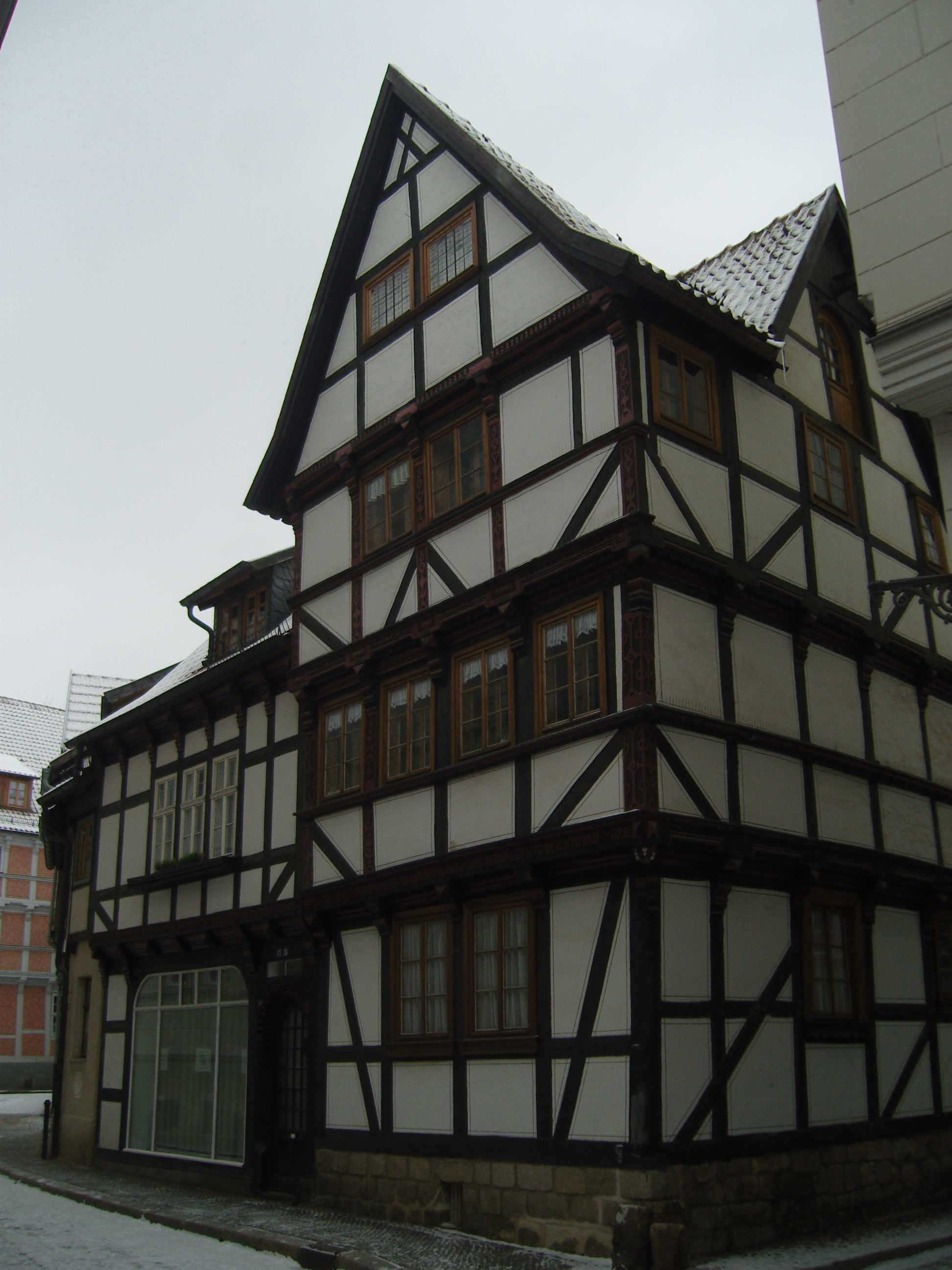
Haus Pölle 27, 28

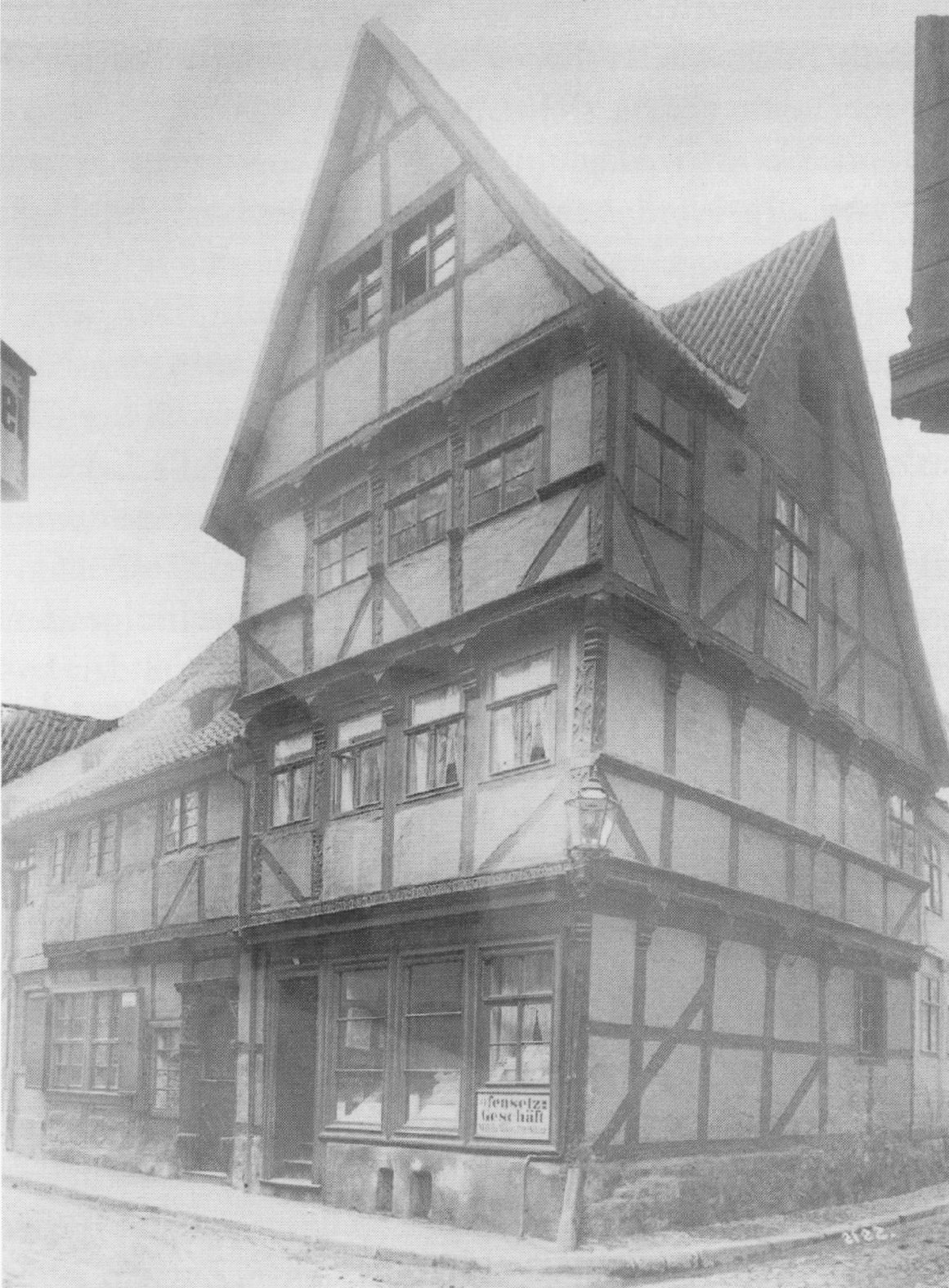
Pölle 27, 28 um 1900

Das Haus Pölle 27, 28  ist ein denkmalgeschütztes Gebäude in der Stadt Quedlinburg in Sachsen-Anhalt.

## Lage
Es befindet sich nordöstlich des Marktplatzes der Stadt und gehört zum UNESCO-Weltkulturerbe. Im Quedlinburger Denkmalverzeichnis ist es als Wohnhaus eingetragen.

## Architektur und Geschichte
Das Fachwerkhaus wurde nach einer am Gebäude befindlichen, nachgotisch gestalteten, mit einem Wappen versehenen Inschrift wulf götze im Jahr 1632 vom Baumeister Wulf Götze errichtet. Die Inschrift ist erhaben aus dem Holz herausgearbeitet. Das Gebäude besteht aus einem südlichen Gebäudeteil, welches mit seiner Traufseite zur Straße ausgerichtet ist und einem nördlichen, giebelständigen Teil. Das Fachwerk ist vielfältig verziert. So bestehen am Gebäude Pyramidenbalkenköpfe, die am Haus somit zeitlich sehr früh auftreten. Die Fachwerkständer sind mit geschnitztem Beschlagwerk in Renaissanceformen versehen, eine für Quedlinburg einmalige Zierform. Darüber hinaus bestehen Knaggen sowie Diamantierungen am Rundbogenportal. Die Eckkonsolen sind mit sogenannten Engelsköpfen beschnitzt.